# Cordyceps militaris
Espèce
Cordyceps militaris est un champignon ascomycète de la famille des cordycipitacées.

## Description
Il produit des stromas jaune-orangé. Il mesure de 5 à 6 cm de haut. Son pied est sinueux et s'élargit en une tête épaisse, finement rugueuse (ostioles).
C'est un parasite qui cible plusieurs espèces de chenilles et les chrysalides de lépidoptères. Il parasite ainsi les larves et les nymphes des papillons, notamment les chenilles de Thaumetopoea pityocampa, la Processionnaire du pin et les chrysalides de Bombyx mori, le Ver à soie.

## Propriétés et usages

### Médecine
On en extrait la cordycépine qui a une action antibiotique et potentiellement anticancéreuse. D'après plusieurs études le Cordyceps aurait un effet bénéfique dans le traitement de certaines cellules cancéreuses,,. Il permettrait de ralentir la croissance et la division cellulaire. Pour le cancer du sein, il aurait la capacité d'annuler l'activation de la Kinase Akt dans les cellules carcinomateuses.